# Зорро (персонаж)

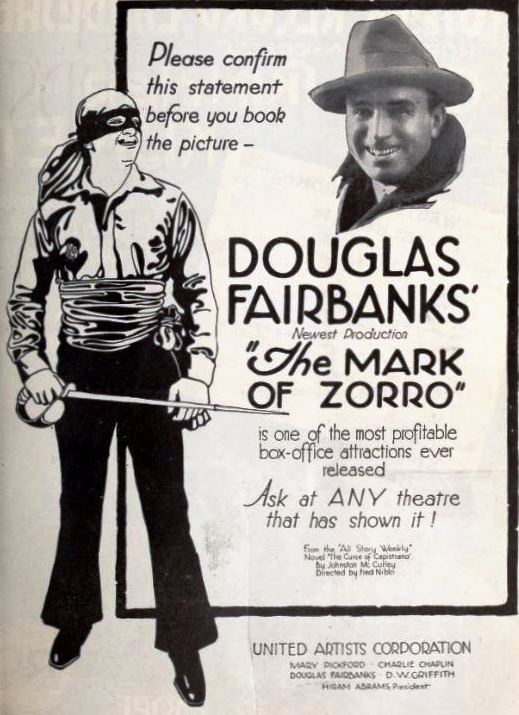

Зорро (ісп. Zorro — лис, або Сеньйор Зорро, ісп. Señor Zorro) — вигадана особа, персонаж численних пригодницьких книг і фільмів, варіація на тему Робін Гуда, «герой у масці», який приходить на допомогу знедоленим жителям Нової Іспанії.
Спочатку Зорро був персонажем пригодницьких книг Джонстона Макалі. Вперше з'явився в повісті «Прокляття Капістрана», опублікованій у 1919 році. За однією з версій, при створенні образу Макалі відштовхувався від розповідей про Вільяма Лампорта. На наступний рік з'явився перший фільм про Лиса, «Знак Зорро», з Дугласом Фербенксом у головній ролі. Згодом про Зорро було знято велику кількість фільмів як в Америці, так і за її межами.
Зорро — альтер его дона Дієго де ла Вега (ісп. Don Diego de la Vega), дворянина і вправного фехтувальника, що живе в Каліфорнії в роки іспанського панування. Персонаж із часом зазнав змін, проте завжди є благороднимо розбійником, який одягається в усе чорне, приховує обличчя під чорною маскою й захищає людей від свавілля влади і лиходіїв.
Улюблена зброя Зорро — рапіра, яку він часто використовує, щоб залишити свою особливу відмітку — знак у вигляді літери Z, намальовану трьома швидкими рухами вістря. Він також використовує батіг. У нього є вірний друг, чорний кінь на прізвисько Торнадо.

## Список екранізацій
- 1920 — «Знак Зорро», з Дугласом Фербенксом
- 1925 — «Дон К'ю, син Зорро», з Дугласом Фербенксом
- 1936 — «Сміливий кабальєро», з Робертом Лівінгстоном
- 1940 — «Знак Зорро», з Тайроном Пауером
- 1949 — «Дух Зорро», з Клейтоном Муром
- 1957-1961 — «Зорро» (телесеріял, 1957), з Гаєм Вільямсом
- 1959-1961 — «Зорро» (телесеріял), з Гаєм Вільямсом
- 1963 — «Зорро і три мушкетери» / Zorro e i tre moschettieri — Гордон Скотт
- 1963 — «Знак Зорро» — Шон Флін
- 1963 — «Зорро проти Маціста» — П'єр Бріс
- 1968 — «Племінники Зорро»/I nipoti di Zorro (Італія) — Дін Рід
- 1974 — «Знак Зорро» — Френк Ланджелла
- 1974 — «Зорро» — Ален Делон
- 1976 — «Велика пригода Зорро (Мексика)» — Родольфо де Анда
- 1981 — «Зорро, блакитний клинок» (США) — Джордж Хемілтон
- 1993 — «Зорро» — Дункан Регер
- 1995 — «Kaiketsu Zorro» (Японія)
- 1998 — «Маска Зорро»— Ентоні Гопкінс, Антоніо Бандерас
- 2005 — «Легенда Зорро» — Антоніо Бандерас
- 2007 — «Зорро, шпага і троянда» (телесеріял) — Крістіан Меєр
- 2010 — «Зорро» (мюзикл)

## Цікаві факти
- Зорро є прообразом Бетмена. В оригінальній історії Бетмена батьків Брюса Вейна вбивають біля кінотеатру після фільму «Маска Зорро».